# БГО Джемини
„Джемини“ е българска национална ЛГБТ организация на членски принцип, която защитава правата на гей, лесбийки, бисексуални и транссексуални в България, функционирала до края на 2009 и началото на 2010 г.
Пълното название на организацията е Българска гей организация „Джемини“, също съкратено БГО Джемини или накратко Джемини.

## Структура
Върховен ръководен орган на организацията е Общото събрание на членовете ѝ.

## Дейност
Според сайта на БГО Джемини мисията на организацията е „да изгради по-добро общество за лесбийки, гей, бисексуални и транссексуални в България“, както и създаване на общество, което приема различията, и целта на Джемини е „социалното интегриране на лесбийки, гей, бисексуални и транссексуални в България“. 
Организацията също така предоставя информация, свързана с ЛГБТ въпросите, оказва подкрепа на ЛГБТ хората
„Джемини“ инициира и участва в национални и международни кампании за защита правата на гей, лесбийки, бисексуални и транссексуални, правата на човека и съдейства на лесбийки, гей-, би- и транссексуални и техните семейства в осигуряването на правна, социална и медицинска помощ. Организацията работи в здравни области като превенцията на СПИН, както и други болести, предавани по сексуален път. Организацията също е съпричастна към правата на циганите 

## Финансиране
Работи по проекти, финансирани главно от чуждестранни донори. Основната част от финансиранията се получават във валута.

## История
БГО Джемини е създадена на 9 септември 1992. Реално БГО Джемини стартира сериозно дейността си като ЛГБТ организация, представляваща ЛГБТ общността в България през периода 2001-2004. През 2002 по инициатива на организацията хомосексуалността е декриминализирана в наказателния кодекс. През 2003 Джемини, заедно с други организации, работи по приемането на Закона за дискриминацията. През 2004 е организирана първата конференция в България по ЛГБТ върпроси, а през 2006 София е домакин на 28-а Годишна конференция на Международната Асоциация за гейове и лесбийки (ILGA – Европа).
Инициатива на „Джемини“ от 1 юни 2005 г. е кампанията за нормативното уреждане на фактическо съжителство при разнополови и еднополови двойки в България "за получаване на правото на всички социални и икономически права, произтичащи от брака.“  Като обоснование на тази кампания на Джемини Аксиния Генчева от „Джемини“ казва  „приема се законът за фактическо съжителство, после и за брак между еднополови двойки, едва след което се приема закон за осиновяването на деца в еднополови семейства.“'

## Събития
- 2006, София и БГО Джемини са домакин на Европейската конференция на ИЛГА[6]
- 2008, организира гей парад под надслов „Аз и моето семейство“ (виж Гей прайд в София)
- 2009, съорганизатор на шествие (гей парад) под надслов „Приятелството няма сексуалност“ (виж Гей прайд в София)

## Критики
На 3 юни 2006 в София при провеждането на Общо събрание на организацията не са допускани странични лица. След показване на прес-легитимация от журналист на Евроком събранието веднага гласува представители на медиите да бъдат допуснати, но само по време на отчетния доклад (с цел „членовете да си решават на спокойствие“). Според Евроком това „само задълбочава съмненията за финансови и управленски нередности в НПО-то, които циркулират из средите напоследък.“ 